# Gmina Gnojno
Die Gmina Gnojno ist eine Landgemeinde im Powiat Buski der Woiwodschaft Heiligkreuz in Polen. Ihr Sitz ist das gleichnamige Dorf mit etwa 800 Einwohnern.

## Geographie

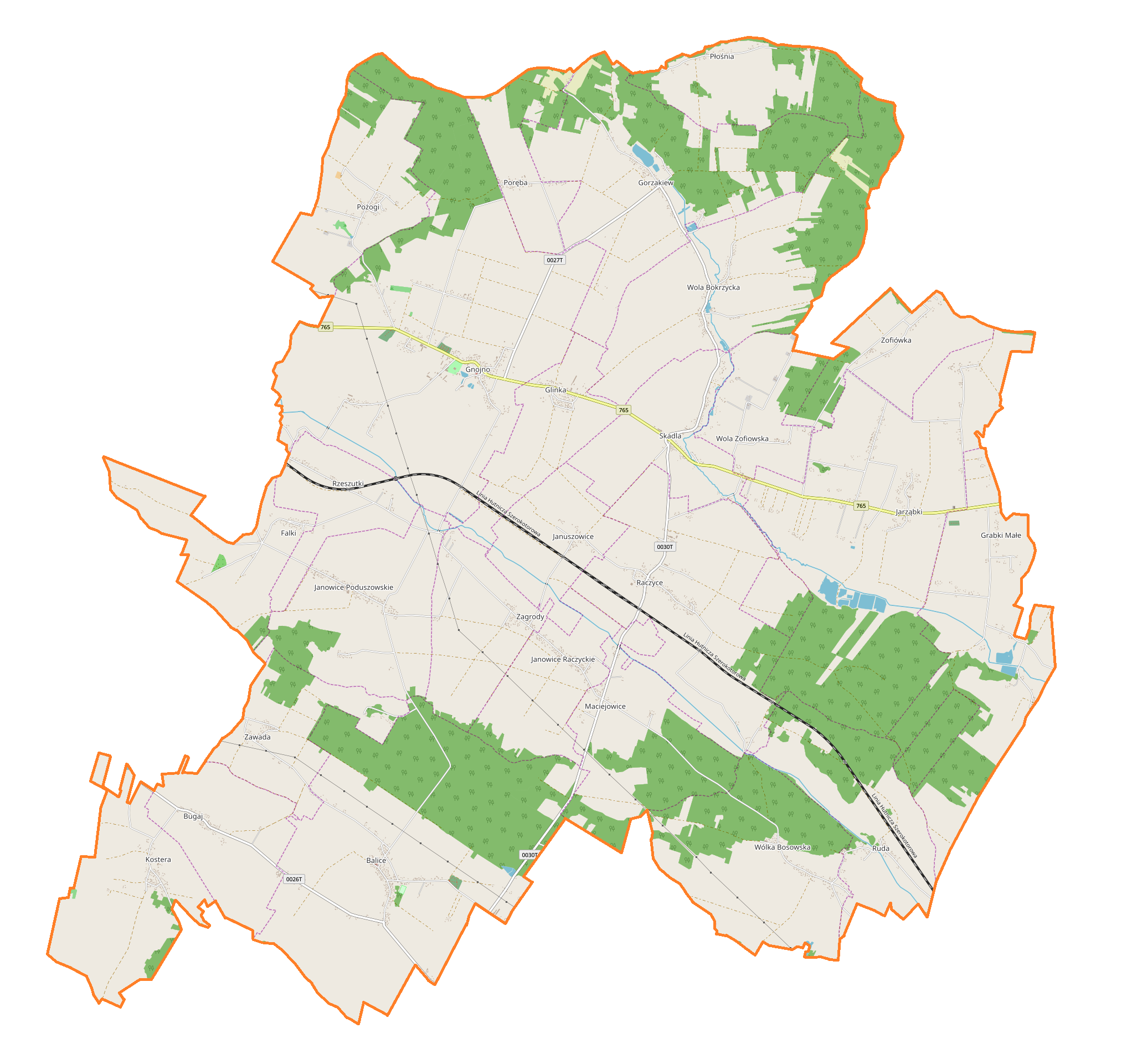
Karte der Landgemeinde

Die Gemeinde liegt etwa 30 km südöstlich von Kielce und grenzt im Süden an die Gemeinde der Kreisstadt Busko-Zdrój. Die Gemeinde ist landwirtschaftlich geprägt, vorherrschend ist der Kartoffelanbau.
Nachbargemeinden sind: Busko-Zdrój, Chmielnik, Pierzchnica, Stopnica, Szydłów und Tuczępy. Die Nordgrenze der Gemeinde ist auch die Nordgrenze des Powiats.

## Geschichte
Von 1975 bis 1998 gehörte die Gemeinde zur Woiwodschaft Kielce. In der Zeit zwischen den Weltkriegen war das Dorf Janowice Sitz der Gemeinde.

## Gliederung
Zur Landgemeinde Gnojno gehören folgende Dörfer mit Schulzenämtern:
Balice, Bugaj, Falki, Glinka, Gnojno, Gorzakiew, Grabki Małe, Janowice Poduszowskie, Janowice Raczyckie, Januszowice, Jarząbki, Kostera, Maciejowice, Płośnia, Poręba, Pożogi, Raczyce, Ruda, Rzeszutki, Skadla, Wola Bokrzycka, Wola Zofiowska, Wólka Bosowska, Zagrody, Zawada und Zofiówka.
Eine weitere Ortschaft ist die Siedlung Piaski.

## Sehenswürdigkeiten

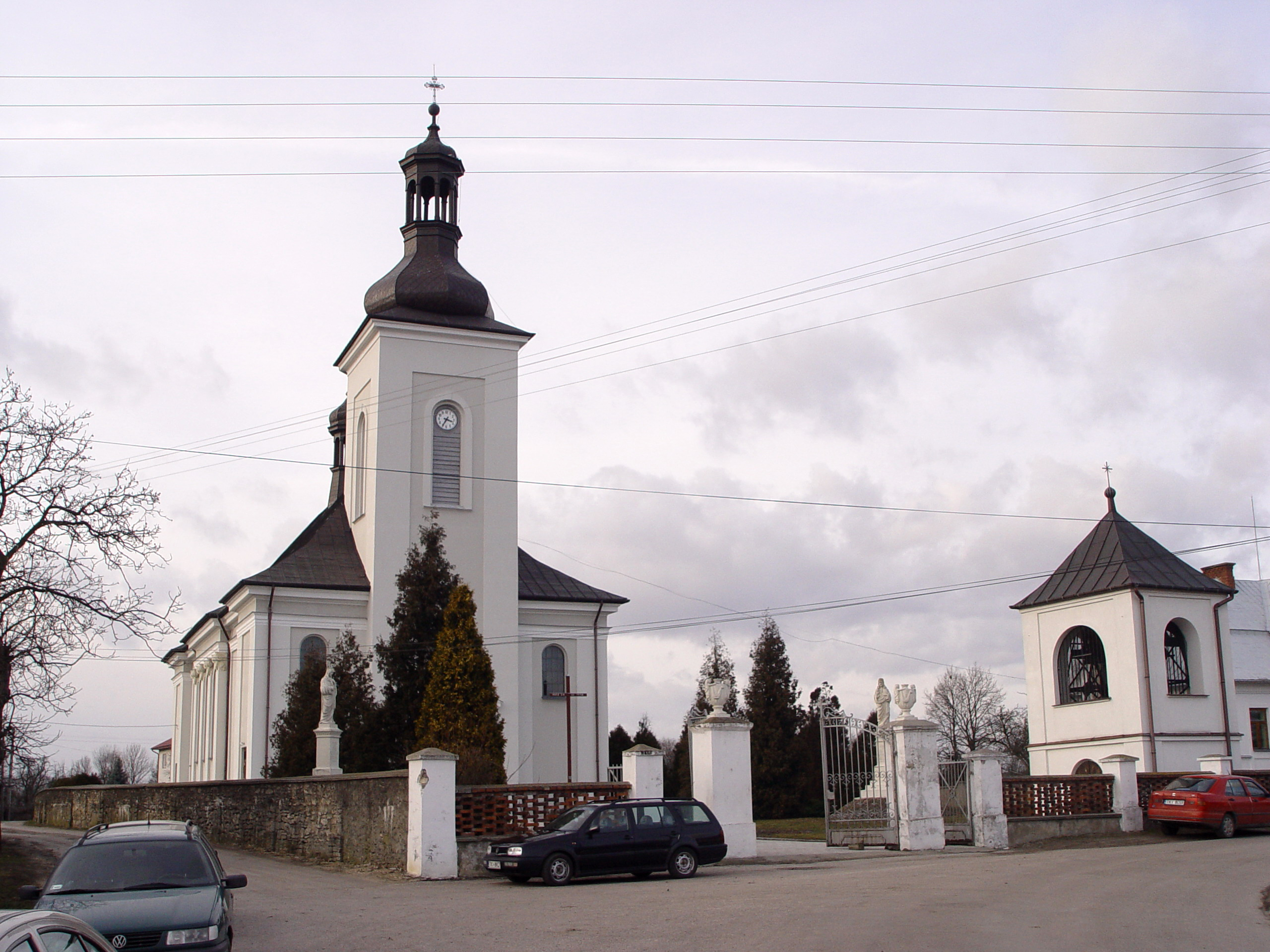
Kirche in Balice

- Die Kirche (św. Stanisława Biskupa) in Balice
- Das klassizistische Herrenhaus in Balice aus dem 19. Jahrhundert
- Die barockisierte Kirche in Gnojno, von 1470, aus- und umgebaut 1596–1598 und ab 1677
- Das Herrenhaus im Renaissancestil in Gnojno aus der Zeit um 1540.